# Rüdiger Schrader
Rüdiger Schrader (* 9. Februar 1957 in Düsseldorf) ist ein deutscher Journalist und Fotograf.

## Leben
Schrader war 1985 bis 1988 Cheffotograf bei der dpa, wo er 1985 das berühmte Foto vom „Boris-Becker-Hecht“ im Herrenfinale der All England Lawn Tennis Championships von Wimbledon schoss. Von 1989 bis 1994 war er Fotochef beim Stern. Weiter war der Jurist Mitbegründer der Zeitschrift Gala und arbeitete von 1995 bis 2013 als Fotochef beim Focus. Schrader ist Jury-Mitglied beim Sportfoto des Jahres und beim Hansel-Mieth-Preis, sowie Mitglied der Deutschen Gesellschaft für Photographie (DGPh).
Schrader lebt und arbeitet als Coach und Berater in Düsseldorf und ist Dozent an diversen Journalistenschulen.

## Werke
- Brasil//14 – Wo wir Weltmeister wurden. Verlag Kettler, Dortmund, 2014
- Neuer Markt Ingelheim. Verlag Kettler, Dortmund, 2017
- Augenblicke – Thailand, Vietnam, Kambodscha. Verlag Kettler, Dortmund, 2018
- 100 Jahre VÖLKL - From the Woods to the World, Werkausgabe, 2023

>